# 因達斯特里 (密蘇里州)
因達斯特里（英語：Industry）是位於美國密蘇里州亨利縣的鬼鎮。

## 歷史
因達斯特里的郵局於1881年設立，其後於1887年停運。

## 地理
因達斯特里所處的海拔為高於海平面244米（即801英呎），而該地所採用的時區為UTC-6，即北美中部時區（CST）。同時該地設有夏令時間，為UTC-6調快一小時，即UTC-5（CDT）。